# Arne Löber
Arne Löber (* 20. November 1992 in Lüdenscheid) ist ein deutscher Schauspieler.

## Leben
Löber studierte an der Deutschen Sporthochschule Köln Sportjournalismus. Die Kölner Studenten-WG, in der er wohnte, war Teilnehmer bei Hot oder Schrott – Die Allestester. Nach dem Bachelorabschluss besuchte er die Akademie für Darstellende Kunst Baden-Württemberg, die er 2020 abschloss. Seine erste größere Rolle spielte er als Volker in Die Nibelungen am Nationaltheater Mannheim. Er war von November 2020 bis Dezember 2021 bei Sturm der Liebe als Florian Vogt zu sehen, als Hauptdarsteller der 17. Staffel an der Seite von Christina Arends.

## Filmografie (Auswahl)
- 2020–2021, 2022, 2023: Sturm der Liebe (Fernsehserie)
- 2020: Endjährig (Spielfilm)
- 2020: Bananenrepublik (Kurzfilm)
- 2021: Der Eismann (Kurzfilm)
- 2021: Trümmermädchen – Die Geschichte der Charlotte Schumann
- 2023: Lena Lorenz: Krank vor Sorge (Fernsehreihe)
- 2023: Alles was zählt (Fernsehserie, 3 Folgen)
- 2024: Tatort: Unter Gärtnern
- 2024: Smeilingen – Ein Dorf wie Du und Ich
- seit 2024: Für alle Fälle Familie (Fernsehserie)
- 2025: WaPo Duisburg (Fernsehserie, Folge Uhrenraub)

## Hörspiele
- 2024: The Belles. Fantasy-Hörspiel-Serie nach Dhonielle Clayton, Hörspiel, WDR[4]